# Ceratopogon ruficornis
Ceratopogon ruficornis är en tvåvingeart som först beskrevs av Macquart 1826.  Ceratopogon ruficornis ingår i släktet Ceratopogon och familjen svidknott.
Artens utbredningsområde är Frankrike. Inga underarter finns listade i Catalogue of Life.